# Liang-šan
Liang-šan (čínsky pchin-jinem Liángshān, znaky 凉山), plným názvem Iský autonomní kraj Liang-šan (čínsky pchin-jinem Liángshān Yízú Zìzhìzhōu, znaky 凉山彝族自治州) je autonomní kraj etnické menšiny v Číně, Iů, v provincii S’-čchuan. Sídlem kraje je městský okres Si-čchang. Kraj má rozlohu 68 664 km². Žije tam přes 4 800 000 obyvatel, hlavně Iú, kteří tvoří cca 50% populace.

## Administrativní členění
Autonomní kraj Liang-šan se člení na sedmnáct celků okresní úrovně, a sice dva městské okresy, čtrnáct okresů a jeden autonomní okres.
| městský okres · Si-čchang městský okres · Chuej-li Jen-jüan Te-čchang Chuej-tung Ning-nan Pchu-ke Pu-tchuo Ťin-jang Čao-ťüe Si-te Mien-ning Jüe-si Kan-luo Mej-ku Lej-po autonomní okres · Mu-li |                |                       |                    |                                  |
| Název | Název          | Počet obyvatel (2020) | Rozloha km² (2020) | Hustota zalidnění (obyv. na km²) |
| český přepis | znaky          | Počet obyvatel (2020) | Rozloha km² (2020) | Hustota zalidnění (obyv. na km²) |
| Městské okresy |                |                       |                    |                                  |
| Si-čchang | 西昌市         | 955 041               | 2 897              | 330                              |
| Chuej-li | 会理市         | 390 31                | 4 543              | 86                               |
| Okresy |                |                       |                    |                                  |
| Jen-jüan | 盐源县         | 340 898               | 7 744              | 44                               |
| Te-čchang | 德昌县         | 216 533               | 2 163              | 100                              |
| Chuej-tung | 会东县         | 346 082               | 3 053              | 113                              |
| Ning-nan | 宁南县         | 184 293               | 1 638              | 113                              |
| Pchu-ke | 普格县         | 180 052               | 1 902              | 95                               |
| Pu-tchuo | 布拖县         | 185 553               | 1 691              | 110                              |
| Ťin-jang | 金阳县         | 170 063               | 1 587              | 107                              |
| Čao-ťüe | 昭觉县         | 252 435               | 2 555              | 99                               |
| Si-te | 喜德县         | 158 139               | 2 101              | 75                               |
| Mien-ning | 冕宁县         | 369 166               | 4 086              | 90                               |
| Jüe-si | 越西县         | 301 865               | 2 271              | 133                              |
| Kan-luo | 甘洛县         | 205 991               | 2 144              | 96                               |
| Mej-ku | 美姑县         | 238 624               | 2 512              | 95                               |
| Lej-po | 雷波县         | 240 149               | 2 578              | 93                               |
| Autonomní okres |                |                       |                    |                                  |
| Mu-li (tibetský) | 木里藏族自治县 | 122 944               | 13 200             | 9                                |
| |                |                       |                    |                                  |
| Celkem | Celkem         | 4 858 359             | 58 664             | 83                               |